# Kinbergonuphis fauchaldi
Kinbergonuphis fauchaldi är en ringmaskart som beskrevs av Wu, Wang och Wu 1987. Kinbergonuphis fauchaldi ingår i släktet Kinbergonuphis och familjen Onuphidae. Inga underarter finns listade i Catalogue of Life.